# 日曜の夜は新感覚〜日本全国ここだけ深夜放送
日曜の夜は新感覚〜日本全国ここだけ深夜放送（にちようのよるはしんかんかく・にほんぜんこく・ここだけしんやほうそう）は、岐阜放送ラジオが1987年8月に5回限定、かつ、日曜日深夜（月曜未明）の0時30分から5時まで行われた深夜放送である。

## 概要
岐阜放送は長年にわたり、深夜は毎日午前0:30 - 5:00を送信機のメンテナンスに充てるため、深夜放送を台風や地震などの大きな災害などが発生した場合以外実施しなかったが、同局の開局25周年記念の特別番組として、災害・緊急報道以外で初めてのオールナイト番組を企画した。それも、夏休み期間中に限定して、他の民放各局やNHKが放送設備の点検に充てるために放送休止にする日曜日深夜に、あえて深夜放送を行うことで、岐阜県から日本全国に情報を発信するという狙いで行われた。当時のAMラジオは深夜帯において全国各民放局にチューニングすると、高感度アンテナを使用したりラジオの方角を調整することでオンエアをキャッチすることが容易であったため、全国のリスナーからリクエスト等が届いていたが、中には後に脚本家として大成する扇澤延男もリスナーとして参加し、局側の呼びかけにより数回電話出演を行っている。
オンエア時は「ラジオ「夏の友」」とコールされていた。「夏の友」とは当時小学生の夏休み用の課題として与えられる冊子のタイトルをイメージしたという。
放送は音楽リクエストのほか、1988年に開催された「ぎふ中部未来博」についての情報コーナー、プロ野球情報などを届けていた。
スポンサーには八木アンテナが参加していた。

## 放送日時
- 1987年8月2日、8月9日、8月16日、8月23日、8月30日
いずれも日曜深夜（放送日付上。実際は翌日の月曜日）0:30 - 5:00

## 出演者
- 伊藤伸久
- 中神滋斗

## その後の岐阜放送ラジオでの深夜放送
この特番から11年後の1998年、岐阜ラジオは送信機を更新し、常時の24時間放送（月曜深夜=火曜未明は除く）を開始し、深夜には「朝までいっしょ!ラジオバイキング→Radio Connection ラジオ・バイキング」という自社制作の音楽リクエスト番組や、プロダクション製作の音楽番組などを編成した。特に当番組と同様に、多くの民放が休止に充てる日曜深夜にも放送（NHKラジオ第1・FMも日曜深夜の放送を実施中）されていたことから、周辺府県を中心に全国のリスナーから投書が届いた。
その後、2007年に日曜深夜を残し平日の終夜放送を廃止（平日は午前1時終了となる）。2008年6月に日曜日も終夜放送が廃止されることになり、岐阜ラジオでの終夜放送は10年ほどで廃止となった。
終夜放送停止後しばらくは翌日1時終了から5時（のち5時30分→6時）開始まで休止としており、2019年度下期からは24時終了となって、民放のAM局では唯一日をまたぐ放送を行わなくなった。
2023年現在では再び災害・緊急時と国政選挙、および岐阜県政にかかわる知事・県議会選挙や統一地方選挙の投開票速報の実施日、年末年始を除き終夜放送はしておらず、普段の深夜24時以後の放送はダイナミックナイターの放送が21:30を超えた場合、放送終了まで野球中継延長分の放送時間をスライドして対応する程度にとどまっている。